# Bundestagswahlkreis Nordhausen – Worbis – Heiligenstadt
Der Bundestagswahlkreis Nordhausen – Worbis – Heiligenstadt war von 1990 bis 2005 ein Wahlkreis in Thüringen. Er besaß bis 2002 die Nummer 296 und umfasste das Gebiet der 1990 existierenden Kreise Nordhausen, Worbis und Heiligenstadt. Zur Bundestagswahl 2002 erhielt der Wahlkreis mit der 190 eine neue Wahlkreisnummer und angepasst an die Kreisreform von 1994 nunmehr die Bezeichnung Eichsfeld – Nordhausen, da die Landkreise Worbis und Heiligenstadt 1994 zum Landkreis Eichsfeld zusammengelegt worden waren. Im Rahmen einer Zuschnittsveränderung der thüringischen Bundestagswahlkreise zur Bundestagswahl 2005, bei der Thüringen einen Wahlkreis verlor, wurde der Bundestagswahlkreis Eichsfeld – Nordhausen – Unstrut-Hainich-Kreis I gebildet, in dem der Wahlkreis  Eichsfeld - Nordhausen aufging.

## Wahlergebnisse

### Bundestagswahl 2002
| Kandidaten                     | Kandidaten                 | Parteien/Listen   | Erststimmen | Erststimmen | Zweitstimmen | Zweitstimmen |
| Kandidaten                     | Kandidaten                 | Parteien/Listen   | Stimmen     | %           | Stimmen      | %            |
| ------------------------------ | -------------------------- | ----------------- | ----------- | ----------- | ------------ | ------------ |
|                                | Eckhard Ohl                | SPD               | 43.503      | 34,6        | 46.428       | 36,8         |
|                                | Manfred Grundgewählt im WK | CDU               | 51.930      | 41,3        | 47.930       | 38,0         |
|                                | Gerhard Jüttemann          | PDS               | 19.002      | 15,1        | 16.225       | 12,9         |
|                                | Claudius Hille             | GRÜNE             | 5.865       | 4,7         | 7.856        | 6,2          |
|                                | Andreas Kniepert           | FDP               | 6.424       | 5,1         | 7.300        | 5,8          |
|                                | −                          | REP               | –           | –           | 705          | 0,6          |
|                                | −                          | GRAUE             | –           | –           | 320          | 0,3          |
|                                | Karl-Edmund Vogt           | ödp               | 1.828       | 1,5         | 726          | 0,6          |
|                                | −                          | NPD               | –           | –           | 837          | 0,7          |
|                                | –                          | Schill            | –           | –           | 1.329        | 1,1          |
| Gesamt                         | Gesamt                     | Gesamt            | 125.810     | 100         | 126.093      | 100          |
|                                |                            |                   |             |             |              |              |
| Ungültige Stimmen              | Ungültige Stimmen          | Ungültige Stimmen | 2.027       | 1,6         | 1.744        | 1,4          |
| Wähler                         | Wähler                     | Wähler            | 127.837     | 76,0        | 127.837      | 76,0         |
| Wahlberechtigte                | Wahlberechtigte            | Wahlberechtigte   | 168.250     |             | 168.250      |              |
|                                |                            |                   |             |             |              |              |
| Quellen: Der Bundeswahlleiter, |                            |                   |             |             |              |              |

### Bundestagswahl 1998
| Kandidaten                     | Kandidaten                 | Parteien/Listen     | Erststimmen | Erststimmen | Zweitstimmen | Zweitstimmen |
| Kandidaten                     | Kandidaten                 | Parteien/Listen     | Stimmen     | %           | Stimmen      | %            |
| ------------------------------ | -------------------------- | ------------------- | ----------- | ----------- | ------------ | ------------ |
|                                | Manfred Grundgewählt im WK | CDU                 | 55.525      | 40,5        | 50.197       | 36,5         |
|                                | Margot Kessler             | SPD                 | 46.025      | 33,6        | 45.847       | 33,3         |
|                                | Gerhard Jüttemann          | PDS                 | 24.022      | 17,5        | 22.326       | 16,2         |
|                                | Gisela Hartmann            | GRÜNE               | 3.876       | 2,8         | 4.066        | 3,0          |
|                                | Martin Henning             | F.D.P.              | 3.719       | 2,7         | 4.436        | 3,2          |
|                                | Josef Hoyer                | BFB – Die Offensive | 3.356       | 2,4         | 1.051        | 0,8          |
|                                | –                          | DVU                 | –           | –           | 4.257        | 3,1          |
|                                | −                          | GRAUE               | –           | –           | 289          | 0,2          |
|                                | −                          | REP                 | –           | –           | 1.398        | 1,0          |
|                                | −                          | DIE FRAUEN          | –           | –           | 258          | 0,2          |
|                                | –                          | Pro DM              | –           | –           | 2.434        | 1,8          |
|                                | −                          | NPD                 | –           | –           | 1.251        | 0,9          |
|                                | −                          | FORUM               | –           | –           | 249          | 0,2          |
|                                | Karl-Edmund Vogt           | ödp                 | 1.060       | 0,8         | 685          | 0,5          |
| Gesamt                         | Gesamt                     | Gesamt              | 137.083     | 100         | 137.493      | 100          |
|                                |                            |                     |             |             |              |              |
| Ungültige Stimmen              | Ungültige Stimmen          | Ungültige Stimmen   | 2.456       | 1,8         | 2.046        | 1,5          |
| Wähler                         | Wähler                     | Wähler              | 139.539     | 83,5        | 139.539      | 83,5         |
| Wahlberechtigte                | Wahlberechtigte            | Wahlberechtigte     | 167.030     |             | 167.030      |              |
|                                |                            |                     |             |             |              |              |
| Quellen: Der Bundeswahlleiter, |                            |                     |             |             |              |              |

### Bundestagswahl 1994
| Kandidaten                     | Kandidaten                 | Parteien/Listen   | Erststimmen | Erststimmen | Zweitstimmen | Zweitstimmen |
| Kandidaten                     | Kandidaten                 | Parteien/Listen   | Stimmen     | %           | Stimmen      | %            |
| ------------------------------ | -------------------------- | ----------------- | ----------- | ----------- | ------------ | ------------ |
|                                | Manfred Grundgewählt im WK | CDU               | 64.372      | 51,4        | 62.546       | 49,7         |
|                                | –                          | SPD               | 32.275      | 25,8        | 34.668       | 27,5         |
|                                | –                          | PDS               | 18.309      | 14,6        | 16.992       | 13,5         |
|                                | –                          | GRÜNE             | 4.428       | 3,5         | 4.379        | 3,5          |
|                                | –                          | F.D.P.            | 4.245       | 3,4         | 4.338        | 3,4          |
|                                | –                          | GRAUE             | –           | –           | 449          | 0,4          |
|                                | –                          | REP               | –           | –           | 1.367        | 1,1          |
|                                | –                          | Solidarität       | –           | –           | 812          | 0,6          |
|                                | –                          | MLPD              | –           | –           | 24           | 0,0          |
|                                | –                          | ÖDP               | 1.499       | 1,2         | 812          | 0,6          |
|                                | –                          | STATT             | –           | –           | 282          | 0,2          |
| Gesamt                         | Gesamt                     | Gesamt            | 125.128     | 100         | 125.898      | 100          |
|                                |                            |                   |             |             |              |              |
| Ungültige Stimmen              | Ungültige Stimmen          | Ungültige Stimmen | 3.589       | 2,8         | 2.819        | 2,2          |
| Wähler                         | Wähler                     | Wähler            | 128.717     | 77,9        | 128.717      | 77,9         |
| Wahlberechtigte                | Wahlberechtigte            | Wahlberechtigte   | 165.332     |             | 165.332      |              |
|                                |                            |                   |             |             |              |              |
| Quellen: Der Bundeswahlleiter, |                            |                   |             |             |              |              |

### Bundestagswahl 1990
| Kandidaten                     | Kandidaten                     | Parteien/Listen   | Erststimmen | Erststimmen | Zweitstimmen | Zweitstimmen |
| Kandidaten                     | Kandidaten                     | Parteien/Listen   | Stimmen     | %           | Stimmen      | %            |
| ------------------------------ | ------------------------------ | ----------------- | ----------- | ----------- | ------------ | ------------ |
|                                | Gerhard Reddemanngewählt im WK | CDU               | 73.907      | 56,6        | 73.256       | 55,8         |
|                                | −                              | SPD               | 25.361      | 19,4        | 24.898       | 19,0         |
|                                | −                              | PDS               | 8.960       | 6,9         | 7.465        | 5,7          |
|                                | −                              | DSU               | 1.475       | 1,1         | 785          | 0,6          |
|                                | −                              | F.D.P.            | 13.879      | 10,6        | 16.476       | 12,6         |
|                                | −                              | GRÜNE             | 7.090       | 5,4         | 6.066        | 4,6          |
|                                | −                              | LIGA              | –           | –           | 198          | 0,2          |
|                                | −                              | DIE GRAUEN        | –           | –           | 614          | 0,5          |
|                                | –                              | REP               | –           | –           | 1.014        | 0,8          |
|                                | −                              | NPD               | –           | –           | 201          | 0,2          |
|                                | –                              | ÖDP               | –           | –           | 237          | 0,2          |
|                                | –                              | Patrioten         | –           | –           | 31           | 0,0          |
| Gesamt                         | Gesamt                         | Gesamt            | 130.672     | 100         | 131.241      | 100          |
|                                |                                |                   |             |             |              |              |
| Ungültige Stimmen              | Ungültige Stimmen              | Ungültige Stimmen | 2.077       | 1,6         | 1.508        | 1,1          |
| Wähler                         | Wähler                         | Wähler            | 132.749     | 80,2        | 132.749      | 80,2         |
| Wahlberechtigte                | Wahlberechtigte                | Wahlberechtigte   | 165.431     |             | 165.431      |              |
|                                |                                |                   |             |             |              |              |
| Quellen: wahlen.thueringen.de, |                                |                   |             |             |              |              |

## Wahlkreissieger
| Wahl | Name              | Partei | Erststimmen |
| ---- | ----------------- | ------ | ----------- |
| 2002 | Manfred Grund     | CDU    | 41,3 %      |
| 1998 | Manfred Grund     | CDU    | 40,5 %      |
| 1994 | Manfred Grund     | CDU    | 51,4 %      |
| 1990 | Gerhard Reddemann | CDU    | 56,6 %      |